# Foxfire (film, 1987)
 (juin 2019).
Si vous disposez d'ouvrages ou d'articles de référence ou si vous connaissez des sites web de qualité traitant du thème abordé ici, merci de compléter l'article en donnant les références utiles à sa vérifiabilité et en les liant à la section « Notes et références ».
Pour les articles homonymes, voir Foxfire.
Pour plus de détails, voir Fiche technique et Distribution.
Foxfire est un téléfilm américain de 98 minutes basé sur la pièce de théâtre de 1980, et diffusé le 13 décembre 1987 sur le réseau CBS dans le cadre de Hallmark Hall of Fame (en).

## Synopsis
Jessica Tandy est Annie Nations, une veuve âgée mais volontaire qui vit seule dans sa ferme dans le nord de la Géorgie. Le fantôme de son mari acharné (Hume Cronyn) tient compagnie à Annie, mais quand son fils (John Denver) lui demande de l'accompagner en Floride, Annie doit décider de rester proche des choses qu'elle aime ou commencer une nouvelle vie ailleurs.

## Distribution
- Jessica Tandy : Annie Nations
- Hume Cronyn : Hector Nations
- John Denver : Dillard Nations
- Gary Brubbs : Prince
- Harriet Hall : Holly

## Fiche technique
- Réalisateur : Jud Taylor
- Production  : Marian Rees Associates, Inc.
- Producteur exécutif : Marian Rees
- Musique : Johnny Mandel
- Éditeur : Paul Lamastra, A.C.E.
- Chef de production : Jan Scott
- Directeur de la photographie : Thomas Burstyn
- Producteur : Dorothea G. Petrie
- Producteur associé : Anne Hopkins
- Scénario : Susan Cooper et Hume Cronyn

## Autour du film
Il existe un DVD français zone 2 : Foxfire, référence  (EAN 3 760031 485203) édité chez AMR en 2004 avec langue anglaise sous-titrée en français et langue française.